# Caso Seat
El Caso Seat es como se conoce al caso de corrupción referente al pago de 150 millones de pesetas (900.000 euros) al PSOE por parte de directivos de SEAT, así como a la recalificación irregular de terrenos de esta empresa, todo con el objetivo de financiar ilegalmente al PSOE. 

## Hechos probados
En 1988, directivos de SEAT pagaron 150 millones de pesetas a Guido Brunner, exembajador alemán en España, para favorecer sus intereses en Alemania, pero este dinero fue recibido por Aida Alvárez, ex coordinadora de finanzas del PSOE. Además, se recalificaron de forma irregular los terrenos de SEAT en el Paseo de la Castellana de Madrid.

## Investigación
El caso fue desglosado del Caso AVE, junto con otros 3 sumarios.